# Falko Traber
Falko Traber (né le 13 octobre 1959 à Besançon) est un funambule allemand. Originaire d'une célèbre famille de cirque allemande, il est né dans la capitale comtoise alors que ses parents étaient en représentation. Il s'adonne à l'art du cirque durant sa jeunesse et voyage dans plus de quarante pays, et c'est spécialisé dans la scène du fil de fer. Il vit aujourd'hui de son métier et est notamment détenteur de plusieurs records du monde.

## Records
- 1978 : Passe dix jours et nuits (264 heures) en permanence sur un fil à Düsseldorf.
- 1982 : passe onze jours et nuits dans l'Alstertal Shopping Center.
- 1996 : Traversée de Baden-Baden sur un câble métallique de 60 mètres de haut de 640 mètres de long.
- 1997 : un autre record du monde de distance à Weil-am-Rhein, en traversant 700 mètres de corde sur la roue arrière de sa moto Suzuki à une altitude de 80 mètres de haut.
- 1999 : Traversée de la Zugspitze avec un vélo sur une corde de 12 mm d'épaisseur à une hauteur de 600 mètres.
- 2002 : Passe treize jours et nuits (312 heures) sans interruption sur un fil, à une altitude d'environ dix mètres.
- 2006 : Traverse en marchant la plus longue ligne téléphérique du monde à Kitzbuehel, haute de 412 mètres.